# Neocompsa dysthymia
Neocompsa dysthymia là một loài bọ cánh cứng trong họ Cerambycidae.